# Cung jezik
Cung jezik (ISO 639-3: cug), jedan od sedam istočnobeboidnih jezika šire bantoidne skupine, nigersko-kngoanska porodica, kojim govori oko 2 000 ljudi (2001 SIL) u provinciji Northwest u Kamerunu.

## Vanjske poveznice
- Ethnologue (14th)
- Ethnologue (15th)